# Afera reprywatyzacyjna
Afera reprywatyzacyjna, dzika reprywatyzacja – medialne określenie w Polsce odnoszące się do nieprawidłowości popełnianych przy zwracaniu nieruchomości w drodze reprywatyzacji po upadku PRL. 
W 2016 afera reprywatyzacyjna ujawniona została w Warszawie w wyniku serii artykułów publikowanych (ze szczególnym nasileniem od kwietnia 2016) w „Gazecie Wyborczej” przez Iwonę Szpalę i Małgorzatę Zubik, w których opisywano nieprawidłowości warszawskiej reprywatyzacji oraz niejasne związki między urzędnikami stołecznego ratusza, a następcami prawnymi dawnych właścicieli nieruchomości. W 2017 powołano tzw. Komisję Weryfikacyjną, której celem miało być wyjaśnienie i usuwanie skutków warszawskich decyzji reprywatyzacyjnych wydanych z naruszeniem prawa.
Dzika reprywatyzacja objęła również inne miasta m.in. Kraków i Łódź.